# Callum Cooke
Callum Cooke est un footballeur anglais né le 21 février 1997 à Peterlee. Il évolue au poste d'attaquant.

## Biographie
Il est formé à Middlesbrough. 
International anglais des moins de 17 ans, il participe au championnat d'Europe des moins de 17 ans 2014, qu'il remporte. 
Le 31 janvier 2017, il est prêté à Crewe Alexandra.
Le 18 juillet 2017, il est prêté à Blackpool.
Le 30 juillet 2018, il rejoint Peterborough United.
Le 24 juillet 2020, il rejoint  Bradford City.
Le 6 juillet 2022, il rejoint Hartlepool United.

## Palmarès
- Vainqueur du championnat d'Europe des moins de 17 ans 2014 avec l'équipe d'Angleterre